# Giuliano Frigeni
Giuliano Frigeni (Bergamo, 1º luglio 1947) è un vescovo cattolico e missionario italiano, dal 21 dicembre 2022 vescovo emerito di Parintins.

## Biografia
Giuliano Frigeni è nato a Bergamo il 1º luglio 1947.

### Formazione e ministero sacerdotale
Entrato nel Pontificio istituto missioni estere, ha studiato filosofia e teologia nel seminario di Monza.
Il 7 dicembre 1974 è stato ordinato diacono. Il 10 maggio 1975 è stato ordinato presbitero a Milano dal vescovo Aristide Pirovano. In seguito è stato vicerettore del seminario maggiore del PIME a Monza dal 1975 al 1976 e responsabile dell'animazione missionaria a Milano dal 1976 al 1978.
È stato poi inviato in Brasile come missionario. Il 5 marzo 1979 è giunto a destinazione. Ha prestato servizio come professore presso la Scuola "Ângelo Ramazzoti" dal 1979 al 1985; decano del seminario del PIME di Florianópolis dal 1986 al 1989; parroco della parrocchia di San Giuseppe a Manaus dal 1989 al 1990; responsabile della pastorale della strada e dell'animazione missionario-vocazionale dell'arcidiocesi di Manaus dal 1991 al 1996 e consigliere del suo istituto per la regione Norte 1 dal 1996.

### Ministero episcopale
Il 20 gennaio 1999 papa Giovanni Paolo II lo ha nominato vescovo di Parintins. Ha ricevuto l'ordinazione episcopale l'ordinazione episcopale il 19 marzo successivo dall'arcivescovo Alfio Rapisarda, nunzio apostolico in Brasile, co-consacranti l'arcivescovo metropolita di Manaus Luiz Soares Vieira e il vescovo ausiliare di Rio de Janeiro Filippo Santoro. Ha preso possesso della diocesi il 25 dello stesso mese con una cerimonia nella cattedrale di Nostra Signora del Carmine a Parintins.
Nell'ottobre del 2010 ha compiuto la visita ad limina.
Il 21 dicembre 2022 papa Francesco ha accolto la sua rinuncia, per raggiunti limiti d'età, al governo pastorale della diocesi; gli è succeduto José Albuquerque de Araújo, fino ad allora vescovo titolare di Altava ed ausiliare di Manaus.

## Genealogia episcopale
La genealogia episcopale è:
- Cardinale Scipione Rebiba
- Cardinale Giulio Antonio Santori
- Cardinale Girolamo Bernerio, O.P.
- Arcivescovo Galeazzo Sanvitale
- Cardinale Ludovico Ludovisi
- Cardinale Luigi Caetani
- Cardinale Ulderico Carpegna
- Cardinale Paluzzo Paluzzi Altieri degli Albertoni
- Papa Benedetto XIII
- Papa Benedetto XIV
- Papa Clemente XIII
- Cardinale Enrico Benedetto Stuart
- Papa Leone XII
- Cardinale Chiarissimo Falconieri Mellini
- Cardinale Camillo Di Pietro
- Cardinale Mieczysław Halka Ledóchowski
- Cardinale Jan Maurycy Paweł Puzyna de Kosielsko
- Arcivescovo Józef Bilczewski
- Arcivescovo Bolesław Twardowski
- Arcivescovo Eugeniusz Baziak
- Papa Giovanni Paolo II
- Arcivescovo Alfio Rapisarda
- Vescovo Giuliano Frigeni, P.I.M.E.